# Годе, Робер
Робер Годе (фр. Robert Godet; 21 ноября 1866, Невшатель — 13 июня 1950, Париж) — швейцарский журналист, музыкальный критик и переводчик. Единокровный брат филолога Филиппа Годе.

## Биография
Робер Годе родился 21 ноября 1866 года в городе Невшатель. Изучал теорию музыки в Париже у Винченцо Феррони и в Мюнхене у Людвига Тюйе. 
В 1890-е гг. жил и работал в Париже, был редактором отдела иностранной политики в газете Le Temps. Затем был корреспондентом этой газеты в Лондоне, путешествовал в Индии и Индонезии, изучая местную музыкальную культуру. Переводил на французский язык востоковедческие работы Альфонса Фета и Эдварда Вестермарка. В 1888 г. опубликовал автобиографический роман «Зло любви» (фр. Le Mal d'aimer). Сочинял также вокально-симфоническую музыку, которая, однако, по воле автора не исполнялась и не публиковалась.
Наиболее известен своей дружбой с Клодом Дебюсси, начавшейся в 1888 году и продлившейся до конца жизни композитора. Был также близок с Эрнестом Блохом, заметно повлияв на его взгляды в 1910-е годы, когда Блох пересматривал своё отношение к творчеству Рихарда Вагнера и к собственной еврейской идентичности; дискуссии Годе и Блоха были во многом связаны с книгой Х. С. Чемберлена «Основы XIX века», которая в 1913 году вышла в Швейцарии во французском переводе Годе. Отмечается и влияние Годе на Эрнеста Ансерме, который называл его «человеком, который всё знает и всё читал».
Совместно с Алоизом Мозером перевёл на французский язык либретто оперы М. Мусоргского «Борис Годунов». Затем опубликовал книгу «На полях „Бориса Годунова“» (фр. En marge de ‘Boris Godounof ’; 1926) и несколько примыкающих к ней статей, рассматривая, в частности, проблему влияния Мусоргского на Дебюсси. Полемика Годе и Анри Прюньера с Леоном Валласом стала центральным событием в музыкально-критическом осмыслении творчества Дебюсси в межвоенной Франции.